# Electric Shock (EP)
Electric Shock é o segundo mini-álbum (EP) do girl group sul-coreano f(x). O EP foi lançado digitalmente em 10 de junho de 2012, e lançado fisicamente em 13 de junho de 2012, pela SM Entertainment . Faixa-título do álbum, Electric Shock, bem como o EP, chegou ao primeiro lugar nas paradas semanais do Gaon.

## Antecedentes e liberação
Em 5 de junho de 2012, a SM Entertainment anunciou oficialmente o novo mini-álbum do girl group F(x) chamado Electric Shock, previsto para lançamento no dia 10 de junho à meia-noite para sites de música da Coreia do Sul. Em 11 de junho Electric Shock ficou disponível no iTunes para o mercado global, cujo vinha incluso um photo-book especial

## Desenvolvimento
O mini-álbum contém cerca de 6 faixas, contendo composições e ajuda das integrantes do grupo na produção:
A faixa-título "Electric Shock" é uma canção energética e rítmica fundamentada na música eletrônica e no dance-pop. A música fala de sentimentos confusos, mas emocionantes, comparando o amor a um choque elétrico. Composta por Kenzie , a faixa "Jet" é uma pista animada, com ritmos de hip-hop e de música eletrônica, em que Amber estava diretamente envolvida com a escrita das partes do rap. Já o compositor Hitchhicker também trouxe uma faixa chamada "Zig Zag", que é sobre o escapar da realidade e viajar para um outro mundo, e a faixa "Beautiful Stranger" apresentando Amber, Luna e Krystal com um canto maduro mesclado no Urban contemporary e no hip-hop, além de ser composta como uma canção pop, descrevendo a história de uma menina que se comunica com estranhos não com uma atitude fechada, mas com a mente aberta e explora o mundo desconhecido. As outras duas faixas incluem "Love Hate", uma canção Bubblegum pop em que a letra descreve o amor intenso, onde o casal passeia entre amor e o ódio, e "Let’s Try", que atrai influências do reggae

## Recepção da crítica
O mini-álbum foi recebido com críticas positivas. O site sul-coreano Naver deu quatro de cinco estrelas, afirmando a grande mudança de estilo, ressaltando a maturidade das canções junto com as influências e as melodias, comparando com o estilo do girl group 2NE1. Já o blogueiro Perez Hilton descreveu o álbum como "fantástico" e "futurista" , chamando a faixa-título Electric Shock de doce e com uma melodia assassina além de elogiar outros grupos de K-pop como 2NE1, Big Bang e Girls' Generation.

## Listas de faixas
| N.º            | Título                                        | Letras         | Música                                                        | Arranjo                                                       | Duração |  |
| 1.             | "Electric Shock"                              | Seo Ji Eum     | Willem Laseroms, Maarten Ten Hove, Joachim Vermeulen Windsant | Willem Laseroms, Maarten Ten Hove, Joachim Vermeulen Windsant | 03:15   |  |
| 2.             | "제트별 (Jet)"" (Jeteubyeol; Jet Star)        | Kenzie         | Kenzie                                                        | Kenzie                                                        | 03:21   |  |
| 3.             | "지그재그 (Zig Zag)"" (Jigeujaegeu)           | Kim Boo Min    | Hitchhiker                                                    | Hitchhiker                                                    | 03:46   |  |
| 4.             | "Beautiful Stranger"" (f(Amber+Luna+Krystal)) | Misfit         | Amy Kabba, Jason Gill, Mich Hansen                            | Lim Kwang Wook, Polar Monkeys                                 | 04:06   |  |
| 5.             | "Love Hate""                                  | Misfit         | Si Hulbert, Amy Richardson, Hannah Phaisey, Karen Ann Poole   | Si Hulbert, Amy Richardson, Hannah Phaisey, Karen Ann Poole   | 03:10   |  |
| 6.             | "훌쩍 (Let’s Try)"" (Huljjeok; Swept)         | Misfit         | Niara Scarlett, Pete 'Boxta' Martin                           | Lim Kwang Wook, Jung Soo Wan                                  | 03:32   |  |
| Duração total: | Duração total:                                | Duração total: | Duração total:                                                | Duração total:                                                | 21:10   |  |

## Desempenho nas paradas

### Tabelas
| Tabela                                | Melhor posição |
| ------------------------------------- | -------------- |
| Japan Oricon Weekly album chart       | 16             |
| South Korea Gaon Weekly album chart   | 1              |
| US Billboard Weekly world album chart | 2              |

### Single Chart
| Título               | Melhor posição | Melhor posição          |
| Título               | Gaon           | Billboard K-pop Hot 100 |
| -------------------- | -------------- | ----------------------- |
| "Electric Shock"     | 1              | 2                       |
| "Jet"                | 24             | 39                      |
| "Beautiful Stranger" | 29             | 42                      |
| "Zig Zag"            | 40             | 52                      |
| "Love Hate"          | 42             | 63                      |
| "Let's Try"          | 47             | 71                      |